# Another Place

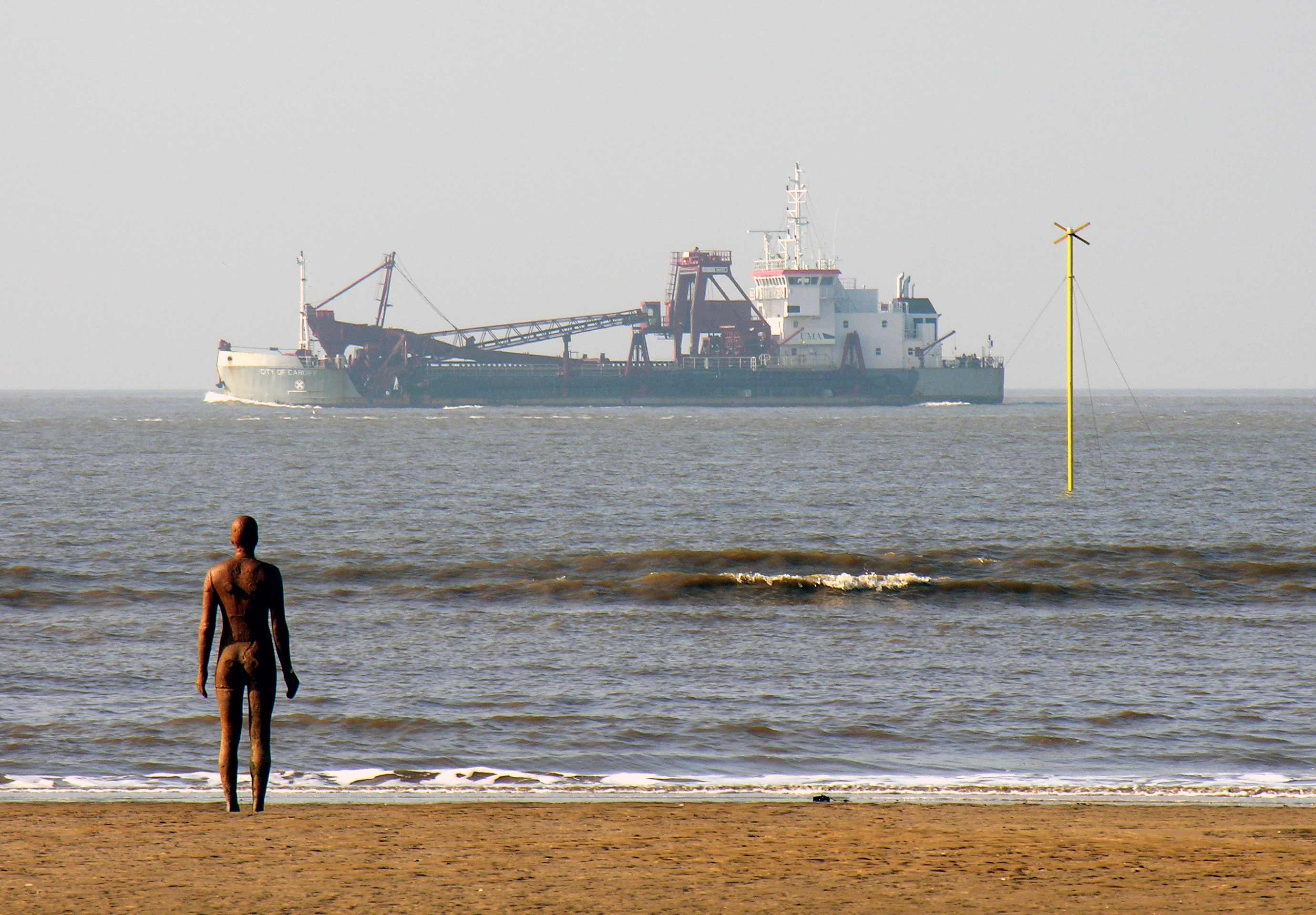

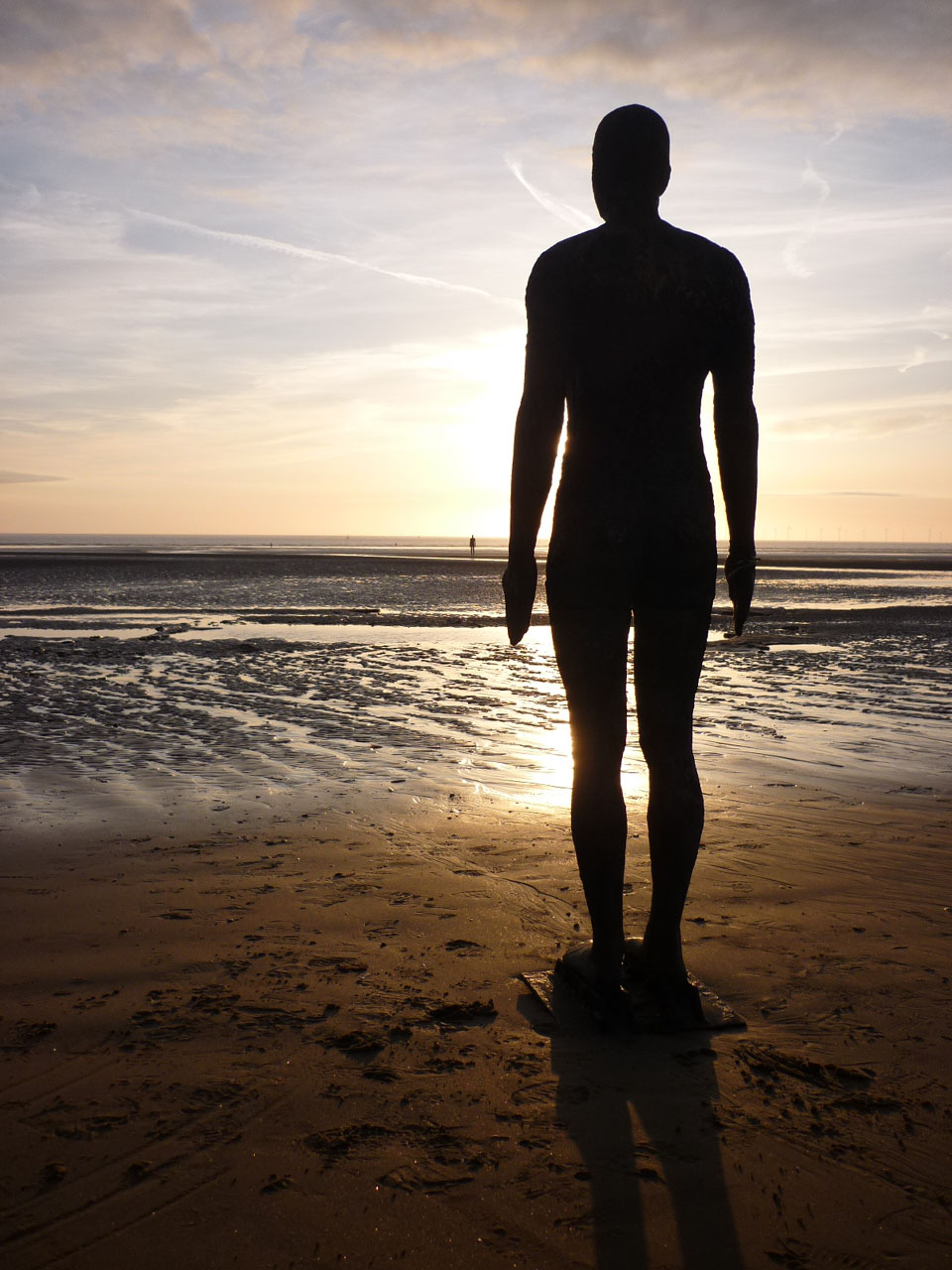

Another Place („Ein anderer Ort“) ist eine Installation des Künstlers Antony Gormley. Sie besteht aus 100 eisernen Figuren, die nach dem Körper Gormleys gestaltet wurden und die seit 2005 am Strand der Mündung des River Mersey, am Crosby Beach nördlich von Liverpool, dauerhaft aufgestellt sind.

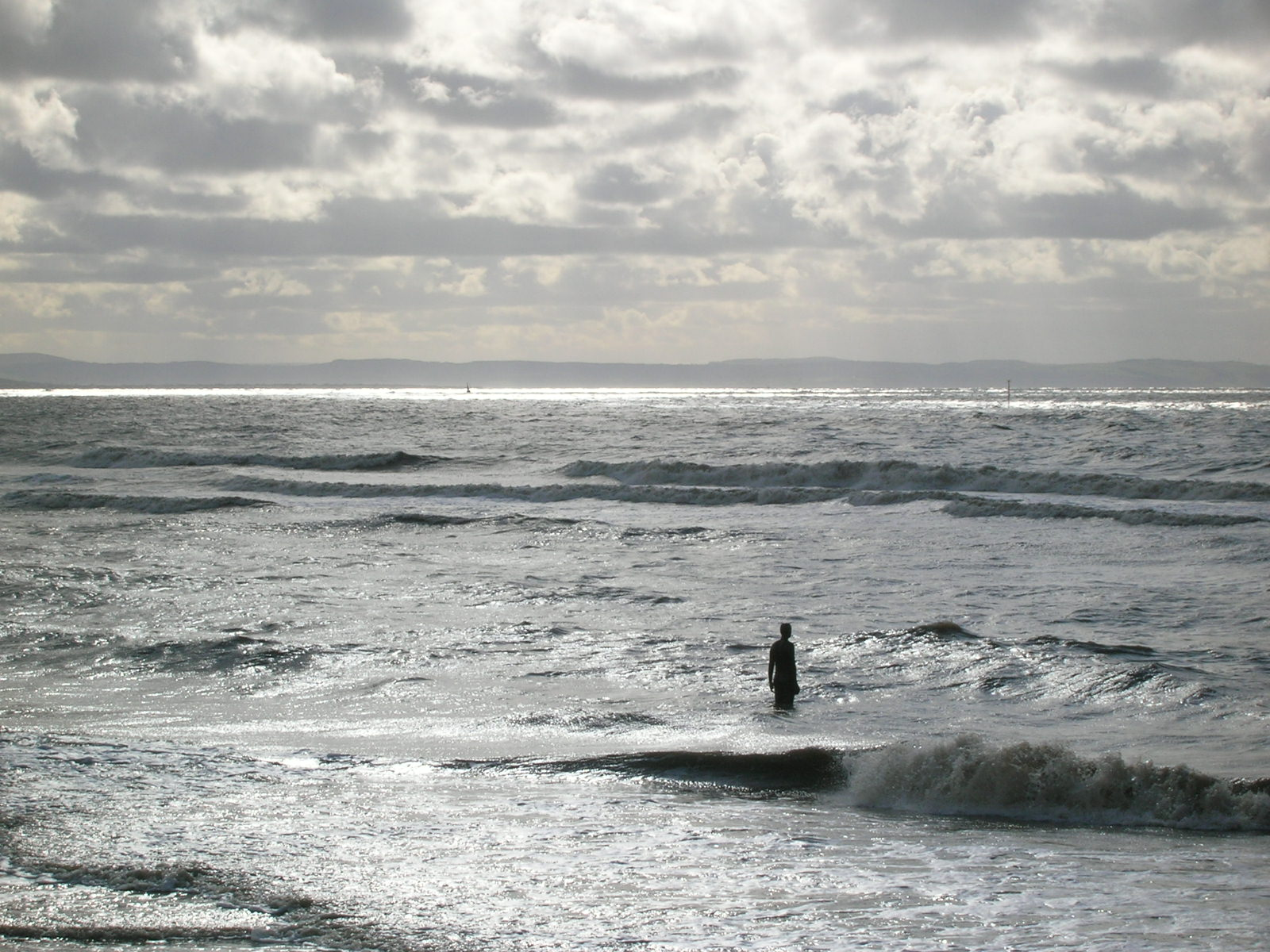

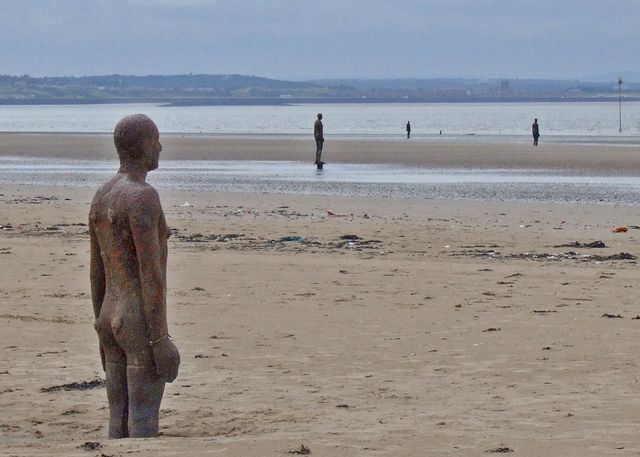

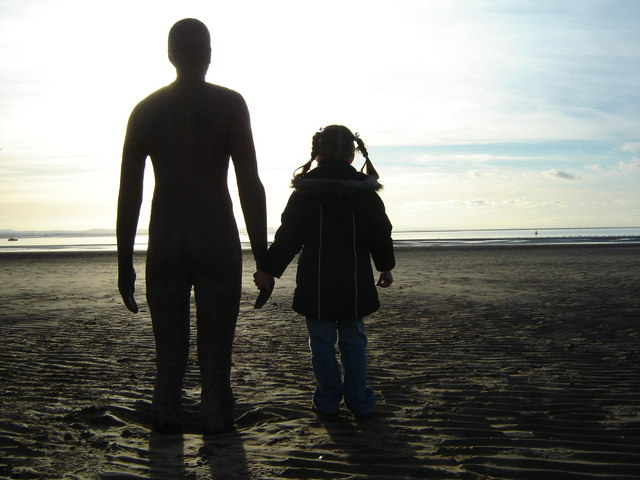

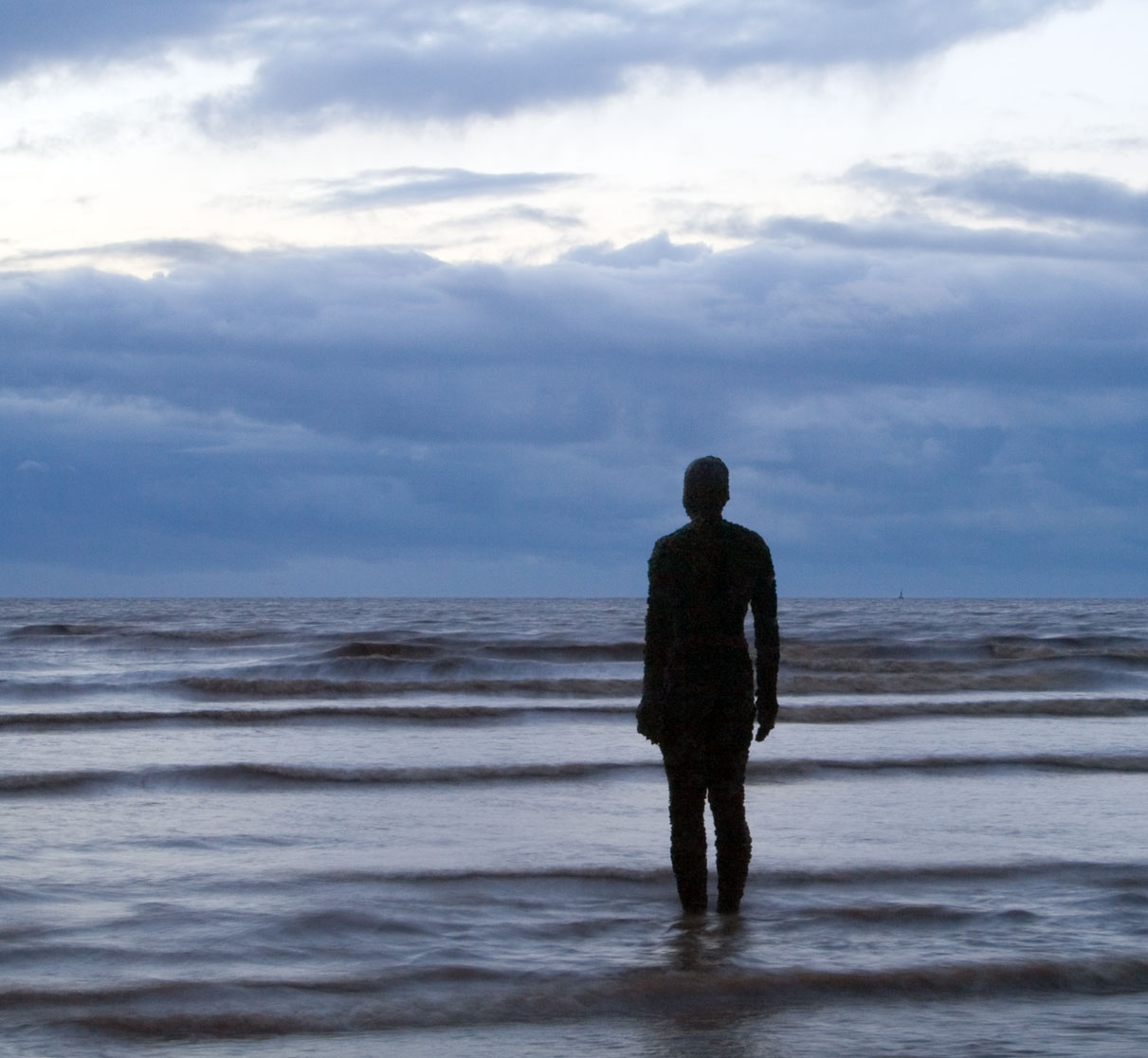

## Werk
Die Installation wurde zunächst für das vom Landschaftsverband Stade initiierte Gemeinschaftsprojekt „Follow Me – Britische Kunst an der Unterelbe“ des Cuxhavener Kunstvereins geschaffen und 1995 im Wattenmeer vor Cuxhaven aufgestellt. Die 100 lebensgroßen, aus Eisen gegossenen Körperfiguren wurden in 17 Varianten nach Körperabgüssen Gormleys durch die Eisengießereien Hargreaves sowie Joseph & Jesse Siddons hergestellt. Sie wiegen jeweils etwa 650 Kilogramm.
Die Figuren wurden auf einer Fläche von 1,75 Quadratkilometern verteilt, mit Abständen zwischen 50 und 250 Metern und mit Blickrichtung zum Horizont. Die Rückseite der Figuren zeigte zum Strand. Die Figuren, die nah am Wasser errichtet waren, standen vollständig frei; je näher sie zum Strand standen, waren sie teilweise im Sand begraben. Abhängig von Ebbe und Flut befanden sich die Figuren teilweise im Wasser, oder konnten zu Fuß erreicht werden. Im Rahmen des Kunstprojektes in Cuxhaven verdeutlichten sie die Vorstellung des Unbekannten, des Unendlichen, die Sicht auf ein Ufer, welches nicht sichtbar ist und dies bezog sich auf die Menschen, die von den Hapaghallen im Cuxhavener Hafen nach Amerika auswanderten.
Nach Cuxhaven zog die Installation nach Stavanger in Norwegen, und im Sommer 2003 gehörte sie zur Triennale Beauford in De Panne. Seit 2005 ist die Installation permanent nördlich von Liverpool am Crosby Beach zu sehen. Dort war die Ausstellung für zwei Jahre geplant, doch eine Mehrheit der Bevölkerung entschied sich 2007 für eine dauerhafte Ausstellung.

## Kritik
Another Place wurde als der Höhepunkt des Kunstprojektes „Follow Me – Britische Kunst an der Unterelbe“ des Cuxhavener Kunstvereins bezeichnet. Katja Blomberg beschreibt die Installation in ihrem Beitrag im Feuilleton der Frankfurter Allgemeinen Zeitung im September 1997.
Die Installation der Figuren am Crosby Beach war zunächst auch nur als temporäre Ausstellung für zwei Jahre geplant. Zunächst wurde eine Genehmigung für eine Dauerausstellung verweigert, da negative Konsequenzen für die Menschen und die Umwelt befürchtet wurden. Es bestand die Befürchtung, dass Menschen das Risiko von Ebbe und Flut unterschätzen könnten und im weichen Sand stecken bleiben könnten. Auch fürchtete die Naturschutzbehörde, dass durch Wanderer Vogelschutzgebiete gefährdet werden könnten. Anwohner befürchteten erhöhtes Verkehrsaufkommen und ihnen missfiel, dass die Statuen nackt waren. Dennoch beschloss die Stadtverwaltung, dass die Figuren dauerhaft installiert bleiben sollten.
Nach mehr als zehn Jahren hat sich die Installation zum Wahrzeichen entwickelt.

## Weitere Werke
Gormley griff das Thema in anderen Zusammenhängen erneut auf:
- Time Horizon 100 Figuren wurden 2006 im Archäologischem Park von Scolacium am Rande eines Olivenhaines aufgestellt. Diese Figuren schauen in verschiedene Richtungen und haben dadurch eine deutlich andere Ausstrahlung.[11]

- Event Horizon 2007 wurden für Event Horizon 31 Figuren in London aufgestellt. 2010 wurden die Figuren in New York City aufgestellt, und seit 2012 befinden sich diese Figuren in São Paulo und Rio de Janeiro.[12]

- Horizon Field ist eine Installation im Vorarlberger Lechquellengebirge, bestehend aus 100 Figuren.